# Burulederkop
De burulederkop (Philemon moluccensis) is een zangvogel uit de familie van de honingeters. Deze soort behoort tot een groep van nauw verwante soorten lederkoppen op eilanden in het oosten van de Indische Archipel zoals de manuslederkop (P. albitorques), morotailederkop (P. fuscicapillus), ceramlederkop (P. subcorniculatus), tanimbarlederkop (P. plumigenis), Timorese helmlederkop (P. buceroides), bismarcklederkop (P. cockerelli)  en Eichhorns lederkop (P. eichhorni).

## Verspreiding en leefgebied
De soort is vrij algemeen op het eiland Buru in de Molukken. 

## Status
De populatie is niet gekwantificeerd. Deze lederkop staat als niet bedreigd op de Rode Lijst van de IUCN.